# Médaille Pro Finlandia
La médaille Pro Finlandia (finnois : Pro Finlandia), est une médaille de l'ordre du Lion de Finlande décernée aux artistes finlandais, depuis l'année 1945, et dans de nombreux domaines.
La médaille, décernée par le président de la République de Finlande, est un titre honorifique.

## Récipiendaires
La première médaille Pro Finlandia  a été donnée à l'actrice Mia Backman le 21 février 1945. 

### 1945–1949
1945
- Mia Backman, metteuse en scène et actrice

1946
- Staava Haavelinna, acteur
- Helmi Lindelöf, acteur
- Hilda Pihlajamäki, actrice
- Kerttu Vanne, violoniste

1947
- Hanna Granfelt, chanteur
- Ernst Franz Hase, Chef d'orchestre
- Ester Emmy Maria Helenius, artiste peintre
- Wilho Ilmari, directeur adjoint
- Carl Gustaf Yngve Ingman, Chef d’orchestre
- Eine Laine, acteur
- Bertha Karolina Lindberg, metteur en scène de théâtre
- Erik Lindström, acteur
- Pirkko Raitio, acteur
- Kaarlo Saarnio, acteur

1948
- Vendla Katarina Rautio, acteur
- Lilli Tulenheimo, acteur
- Tyyne Haarla, acteur
- Urho Somersalmi, acteur
- Aku Korhonen, acteur
- Pekka Alpo, directeur adjoint
- Irja Aholainen , chanteur d’opéra
- Aino Sylvia Elenius, chanteur d’opéra
- Lahja Linko, chanteur d’opéra
- Erna Gräsbeck-Järnefelt, chanteur d’opéra
- Irja Koskinen, danseur de ballet
- Bruno August Jorma, chanteur d’opéra
- Emil Aleksanteri Mantila, chanteur d’opéra
- Alexander Saxelin, maître de ballet
- Kaarlo Iivari Aarni, directeur de théâtre
- Pentti Haanpää, écrivain
- Anja Ignatius, violoniste
- Yrjö Jylhä, écrivain
- Helvi Johanna Kaario, acteur
- Viljo Kojo,  écrivain et artiste peintre
- Emil Luukkonen, directeur de théâtre
- Aarre Merikanto, compositeur
- Annie Mörk, acteur
- Martti Paavola, pianiste
- Toivo Pekkanen, écrivain
- Unto Seppänen, écrivain
- Iris Uurto, écrivain

1949
- Uuno Eskola, artiste peintre
- August Laitila, artiste peintre
- Lauri Leppänen, sculpteur

### 1950–1954
1950
- Kersti Bergroth, écrivain
- Albin Öfverlund, director musices
- Karl Georg Fager, décorateur
- Reino Aksel Harsti, graphiste
- Matti Haupt, sculpteur
- Hilja Päiviö Horsma-Salo, acteur
- Paavo Klaus Emil Jännes, acteur
- Jussi Kari, décorateur
- Heino Kaski, compositeur
- Taneli Kuusisto, compositeur
- Tiitus Mäntynen, Chef d’orchestre

1951
- Lyyli Emilia Erjakka, actrice
- Elna Hellman, acteur
- Hemmo Airamo, directeur de théâtre
- Karl Selim Ragnar Ekelund, artiste peintre
- Johan Gunnar Finne, sculpteur
- Maggie Gripenberg, actrice
- Mikko Hovi, sculpteur
- Uuno Laakso, acteur
- Glory Leppänen, directeur de théâtre
- Jalmari Rinne, acteur
- Ruth Snellman, acteur
- Ellen Thesleff, artiste peintre

1952
- Ella Eronen, acteur
- Emil Rikhard Filén, sculpteur
- Tatjana von Rippas, professeur de violon
- Aili Dagmar Hildén, acteur
- Lauri Ikonen, compositeur
- Yrjö Ikonen, chanteur d’opéra
- Aku Peltonen, acteur
- Tauno Pylkkänen, compositeur
- Ensio Rislakki, écrivain
- Axel Slangus, acteur
- Aili Somersalmi, acteur
- Oscar Tengström, directeur de théâtre
- Mika Waltari, écrivain
- Hella Wuolijoki, écrivaine

1953
- Johannes Haapasalo, sculpteur
- Jorma Huttunen, chanteur d’opéra
- Lennu Juvela, artiste peintre
- Elina Kolehmainen, acteur
- Arvo Lehesmaa, acteur
- Eino Maunu Aleksanteri Linnala, compositeur
- Gösta Diehl  artiste peintre
- Nils-Eric Fougstedt, chef d’orchestre
- Sigrid Schauman, artiste peintre
- Olli Miettinen, artiste peintre
- Timo Mikkilä, pianiste
- Elli Pihlaja, chanteur d’opéra
- Gerda Qvist, sculpteur
- Joel Rinne, acteur
- Seere Salminen, écrivain
- Martti Seilo, chanteur d’opéra
- Aukusti Tuhka, graphiste
- Lasse Wager, chanteur d’opéra
- Matti Eliel Warén, décorateur

1954
- Erkki Koponen, artiste peintre
- Werner Åström, artiste peintre
- Anni Maria Aitto, acteur
- Hannes Autere, sculpteur
- Rurik Ekroos, acteur
- Fanni Maria Halonen, acteur
- Eja von Hertzen-Tengström, acteur
- Edvin Viktor Ingberg, acteur
- Jussi Jalas, chef d’orchestre
- John Johansson, acteur
- Emmi Jurkka, acteur
- Eino Kaipainen, acteur
- Väinö Kamppuri, artiste peintre
- Toini Karto, professeur de danse
- Eero Kosonen, chef d’orchestre
- Edwin Lydén, artiste peintre
- Kerstin Signe Nylander-Lindström, acteur
- May Pihlgren , acteur
- Saara Ranin, acteur
- Elsa Emilia Rantalainen, acteur
- Ben Renvall, sculpteur
- Annie Sundman, acteur
- Eric Wilhelm Wasström, artiste peintre
- Reino Viirilä, artiste peintre
- Gerda Helena Wrede-Paisscheff, directeur adjoint de théâtre

### 1955–1959
1955
- Walentin Chorell, écrivain
- Sasu Haapanen, acteur
- Hans Göran Andreas Hongell, artiste verrier
- Dora Jung, artiste sur textile
- Lempi Jääskeläinen, écrivain
- Nils Paul Karlo, acteur-metteur en scène
- Yrjö Valter Kyander, acteur
- Lauri Lahtinen, chanteur d’opéra
- Edvin Laine, metteur en scène
- Jalo Lesche, acteur
- Uuno Montonen, acteur
- Anna Mutanen, chanteur d’opéra
- Senni Nieminen, acteur
- Lucia Nifontova, danseur
- Toivo Aleksander Niskanen, danseur
- Elsa Maria Nyström, acteur
- Kalle Kustaa Rautiainen, artiste peintre
- Eero Roine, acteur
- Yrjö Vihtori Saarinen, artiste peintre
- Allan Adolf Salo, artiste peintre
- Martta Johanna Suonio, directeur de théâtre
- Erkki Tanttu, graphiste
- Sakari Tohka, sculpteur
- Elsa Turakainen, acteur
- Bruno Tuukkanen, artiste
- Nanny Westerlund-Serlachius, acteur
- Tapio Wirkkala, artiste

1956
- Martta Alina Bröyer, danseur
- Hugo Ludwig Eho, artiste peintre
- Erik Gustaf Furuhjelm, compositeur
- Liisi Hallas, danseur
- Kaarlo Emerik Hilden, graphiste
- Sulo Hurstinen, violoniste
- Sari Jankelow, danseur
- Heikki Oskari Jauhiainen, sculpteur
- Irma Anitra Karto-Härmä, danseur
- Eero Kaarlo Juhani Koskimies, violoniste
- Eero Nelimarkka, artiste peintre
- Mary Paischeff, danseur
- Lea Piltti, chanteuse
- Alf Olavi Salin, danseur
- Airi Säilä, danseur
- Aimo Tukiainen, sculpteur
- Gerda Maria Weneskoski, pianiste

1957
- Margaretha von Bahr, danseuse étoile
- Kaj Franck, verrier et céramiste
- George Gé, directeur de ballet
- Leo Golowin, acteur
- Lisa Johansson-Pape, artiste
- Kai Kajanus, artiste
- Lilly Kajanus-Blenner, harpiste
- Yrjö Kokko, écrivain
- Ensio Jouko, metteur en scène-acteur
- Ossi Emil Kostia, acteur
- Maiju Kuusoja, chanteur d’opéra
- Kaarlo Armand Kytö, directeur de théâtre
- Artturi Verneri Laakso, acteur
- Toivo Ilmari Lahti, acteur
- Doris Laine, danseur étoile
- Kaisu Leppänen, acteur
- Naum Levin, premier violon
- Sylvelin Långholm, chanteur d’opéra
- Liisa Linko-Malmio, chanteur d’opéra
- Martti Merenmaa, écrivain
- Toini Muona, artiste céramiste
- Jussi Piironen, acteur
- Eino Raita, acteur
- Gerda Ryselin, acteur
- Klaus Salin (fi), danseur
- Veikko Tyrväinen, chanteur d’opéra
- Reino Valkama, acteur
- Margit von Willebrand-Hollmerus, écrivain
- Valtteri Virmajoki, acteur

1958
- Siiri Angerkoski, acteur
- Matti Aro, metteur en scène
- Toivo Armas Drockila, décorateur
- Helge Runar Engblom, artiste
- Johannes Fredrik Albert Gebhard, artiste peintre
- Väinö Heiskanen, directeur de théâtre
- Matti Hälli, écrivain
- Aimo Ilmari Kajava, artiste peintre
- Kirsti Saga Karhi, acteur
- Martta Kontula, acteur
- Ossi Korhonen, acteur
- Rakel Laakso, acteur
- Aino-Inkeri Notkola , acteur
- Toivo Johannes Lehto, acteur
- Heimo Lepistö, acteur
- Leo Lähteenmäki, acteur
- Juha Mannerkorpi, écrivain
- Maija Kyllikki Mäntylä, écrivain
- Tauno Palo, acteur
- Martti Johannes Ranttila, artiste peintre
- Oiva Sala, acteur
- Eino Salmelainen, directeur de théâtre
- Timo Sarpaneva, artiste
- Michael Schilkin, artiste céramiste
- Katri Maria Stigell-Hyvönen professeur de chant
- Jussi Talvi, écrivain
- Henny Waljus, acteur
- Sam Vanni, artiste peintre
- Yrjö Hjalmar Verho, artiste peintre
- Emma Väänänen, actrice

1959
- Erik Bergman, compositeur
- Maria Wilhelmina Eleonora Boije af Gennäs, artiste sur textile
- Eva Kristina Cederström, artiste peintre
- Ina Colliander, graphiste
- Kaarlo Halttunen, acteur
- Maija Heikinheimo, architecte d’intérieur
- Uuno Ilmari Hirvonen, écrivain
- Alli Häjänen, acteur
- Helvi Hämäläinen, écrivaine
- Laila Karttunen, artiste sur textile
- Martta Kinnunen-Piippo, acteur
- Kaarlo Einar Kirjavainen, acteur
- Erkki Ferdinand Kulovesi, artiste peintre
- Albert Olavi Nyberg, chanteur
- Jouko Paavola, directeur de théâtre
- Oiva Paloheimo, écrivain
- Eero Pentti Rautawaara, violoncelliste
- Essi Renvall, sculptrice
- Ilmari Tapiovaara, architecte d’intérieur
- Oke Tuuri, acteur
- Aale Tynni, écrivain
- Kaarlo Einari Uusikylä, artiste peintre
- Elina Vaara, écrivaine
- Veikko Vionoja, artiste peintre
- Urho Ilmari Vuori, artiste peintre

### 1960–1964
1960
- Vilho Askola, graphiste
- Yngve Veli Päiviö Bäck, artiste peintre
- Bjarne Commondt, directeur de théâtre
- Sven Erik Olof Ehrström, acteur
- Eino Ilmari Haapalainen, violoncelliste
- Väinö Johannes Hervo, artiste peintre
- Eino Valter Hyyrynen, réciteur de poésie
- Toivo Aleksis Hämeranta, directeur de théâtre
- Erik Karma, musicien
- Pentti Koskimies, pianiste
- Urho Kaarlo Lamminheimo, artiste peintre
- Urho Waldemar Lehtinen, artiste peintre
- Toivo Mäkelä, acteur
- Toini Inkeri (Antoinetta Toini) Nikander, chanteur d’opéra
- Eino Olavi Räsänen, sculpteur
- Vilho Siivola, acteur
- Erkki Jalo Vasara, décorateur

1961
- Liina Reiman, acteur (ent. viron kansalainen)
- Eva Anttila, artiste sur textile
- Ture Ara, chanteur d’opéra
- Edith Helena von Bonsdorff, danseur
- Einar Englund, compositeur
- Bertel Gardberg, orfèvre
- Tyyne Kerttu Hase, professeur de chant
- Kaarlo Marjanen, réciteur de poésie
- Irma Kyllikki Nissinen-Kaasalainen, premier violon
- Olavi Pesonen, musiikkiopetuksentarkastaja
- Kyllikki Salmenhaara, céramiste
- Ahti Sonninen, compositeur
- Olga Eugenie von Thillot Thierfelder, metteur en scène
- Elli Tompuri, acteur
- Bengt Axel von Törne, compositeur

1962
- Margareta Aaltonen, chanteur
- Aarne Rafael Aho, graphiste
- Aarno Veli Ahtaja, artiste peintre
- Elin Dagmar Angervo, réciteur de poésie
- Fritz-Hugo Backman, directeur de théâtre
- Vivica Bandler, directrice de théâtre
- Kim Borg, chanteur d’opéra
- Rut Bryk, céramiste
- Mikko Vilhelm Sakari Carlstedt, artiste peintre
- Paul Evert Einwerts, acteur
- Elfriede Amalie Adolfine Kjellberg, céramiste
- Carolus Enckell, artiste peintre
- Margaret Darling-Maria Kilpinen, pianiste
- Helvi Leiviskä, compositrice
- Rauni Luoma, acteur
- Aila Meriluoto, écrivaine
- Olavi Paavolainen, écrivain
- Viljo Martti Savikurki, sculpteur

1963
- Hans Oskar Björklind, graphiste
- Erik Enroth, artiste peintre
- Åke Fredrik Hellman, artiste peintre
- Tauno Johannes Hämeranta, artiste peintre
- Albin Kaasinen, sculpteur
- Birger Kaipiainen, céramiste
- Unto Koistinen, artiste peintre
- Elo Nyyrikki Kuosmanen, danseur
- Helmi Martta Kuusi, graphiste
- Mikko Laasio, artiste peintre
- Leo Pietari Lehto, décorateur
- Lauri Leino, acteur
- Arvi Matti Mäenpää, artiste peintre
- Tuulikki Pietilä, graphiste
- Unto Pusa, artiste peintre
- Kauko Kalervo Räsänen, sculpteur
- Holger Salin, acteur
- Iris Salin, danseur
- Heidi Gabriella Wilhelmina Sundblad-Halme, chef d’orchestre
- Akseli Gabriel Tolvanen, scénariste
- Heikki Varja, sculpteur

1964
- Helge William Dahlman, artiste peintre
- Veikko Kalervo Viljo Olavi Valavuori, artiste peintre
- Heikki Nieminen, sculpteur
- Birger Carlstedt, artiste peintre
- Arno Granroth, violoniste
- Gundel Anita Henrikson-Fors, acteur
- Ansa Ikonen, actrice
- Heikki Konttinen, sculpteur
- Ingeborg (Inke) Aina Lemmitty Maattola, acteur
- Tauno Olavi Miesmaa, artiste peintre
- Antti Nurmesniemi, architecte d’intérieur
- Matti Kullervo Petäjä, artiste peintre
- Leo Riuttu, acteur
- Aarno Alfred Salmela, alttovioloniste
- Hilkka Ilta Tuulikki Silanen, acteur, directeur adjoint de théâtre

### 1965–1969
1965
- Olli Borg, architecte d’intérieur
- Erik Cronvall, chef d’orchestre
- Olof Eriksson, artiste
- Kirsti Gallen-Kallela, artiste
- Harry Mikael Bertil Henriksson, graphiste
- Hannes Häyrinen, acteur
- Matti Lehtinen, chanteur d’opéra
- Antti Louhisto, sculpteur
- Tauno Marttinen, compositeur
- Ernst Mether-Borgström, artiste peintre
- Anton Ravander-Rauas, sculpteur
- Irma Seikkula, acteur
- Irja Jorma Simola, metteur en scène d’opéra
- Rolf Hilding Stegars, décorateur
- Arvo Turtiainen, écrivain
- Lauri Välke, artiste peintre
- Anita Välkki, chanteuse d’opéra

1966
- Harald Andersén, chef de chœur
- Göta Gunvor Blomberg, chanteur d’opéra
- Enzio Forsblom, organiste
- Sven Bertel Grönvall, artiste peintre
- Eila Hiltunen, sculptrice
- Uljas Kandolin, acteur
- Kari Karnakoski, danseur étoile
- Martti Valdemar Lahtinen, directeur de théâtre
- Martti Larni, écrivain
- Märta Laurent, acteur
- Into Lätti, maître de ballet
- Tapani Raittila, artiste peintre
- Henake Schubak, acteur
- Elsa Sylvestersson, danseur étoile
- Johan Vieno Vikainen, sculpteur
- Eeva-Kaarina Volanen, acteur

1967
- Taisto Ahtola, artiste peintre
- Aarne Tuomas Herbert von Boehm, artiste peintre
- Paavo Haavikko, écrivain
- Katri Ingman-Palola, écrivain
- Kaarle Tapani Jokela, artiste peintre
- Yrjö Kaijärvi, écrivain
- Ilona Vappu Marjatta Koivisto-Ollikkala, chanteur d’opéra
- Matti Kurjensaari, écrivain
- Eeva-Liisa Manner, écrivain
- Pentti Melanen, artiste peintre
- Veijo Meri, écrivain
- Kerttu Elisabet Nieminen-Pohjonen, acteur
- L. Onerva, écrivaine
- Uno Onkinen, danseur étoile

- Irma Tuulikki Pohjola-Hansén, acteur
- Pentti Olavi Pääkkönen, acteur
- Ada Irene Pääkkönen-Koponen, acteur
- Maj-Lis Rajala, danseur étoile
- Rauha Rentola, acteur
- Uhra-Beata Simberg-Ehrström, artiste sur textile
- Elvi Sinervo, écrivain
- Ilmari Turja, écrivain
- Hilja Marja Helinä Tyrkkö-Heino, chanteur d’opéra
- Aarne Vainio, chanteur d’opéra

1968
- Heikki Aaltoila, chef d’orchestre
- Tuomas Anhava, écrivain
- Rolf Bergroth, pianiste
- Tito Colliander, écrivain
- Rabbe Enckell, écrivain
- Kosti Kalervo Eskola, artiste peintre
- Pär Erik Granfelt, artiste peintre
- Aale Bernhard Hakava, artiste peintre
- Eeva Joenpelto, écrivaine
- Bengt Johansson, compositeur
- Sinikka Kuula, pianiste
- Toivo Lyy, runoilija
- Veikko Kalmari Marttinen, artiste peintre
- Einari Marvia, compositeur
- Hagar Olsson, écrivain
- Jarno Pennanen, écrivain
- Eila Pennanen, écrivaine
- Börje Bernhard Rajalin, orfèvre
- Einojuhani Rautavaara, compositeur
- Erkki Rautio, professeur

1969
- Lauri Ahlgrén, artiste peintre
- Lasse Rikhard Elo, décorateur
- Irja Margareta Hagfors-Virtanen, danseur
- Simo Hannula, graphiste
- Veikko Huovinen, écrivain
- Ekke Hämäläinen, acteur
- Elis Kauppi, artiste
- Eila Kivikk'aho, écrivain
- Sirkka Kyllikki Kokkonen, acteur
- Antti Juhani Koskinen, lehtori
- Ahti Lavonen, artiste peintre
- Anitra Lucander, artiste peintre
- Vuokko Eskolin-Nurmesniemi, artiste sur textile
- Laila Pullinen, sculptrice
- Lasse Pöysti, acteur
- Eila Rinne, acteur
- Emil Johannes Saarinen, acteur
- Sylvi Salonen, acteur
- Anja Vammelvuo, écrivain
- Jack Witikka, directeur adjoint

### 1970–1974
1970
- Erik Blomberg, metteur en scène de cinéma
- Mauri Favén, artiste peintre
- Pia Hattara acteur
- Hannu Heikkilä, chanteur d’opéra
- Harry Kivijärvi, sculpteur
- Marjatta Kurenniemi, écrivain
- Iris Kähäri, écrivain
- Rauli Ragnar Lehtonen, directeur de théâtre
- Liisa Majapuro, réciteur de poésie
- Marjatta Metsovaara, artiste sur textile
- Pertti Nieminen, écrivain
- Seppo Nurmimaa, décorateur
- Per Olof Edward Nyström, mainosartiste
- Kaija Karin Maria Paasi, acteur-metteur en scène
- Veikko Rautiainen, artiste peintre
- Marianna Rumjantseva, danseur étoile
- Sirkka Selja, écrivaine
- Seija Silfverberg, danseur étoile
- Hilkka Toivola, artiste peintre
- Leif Wager, acteur
- Björn Weckström, korumuotoilija
- Heikki Värtsi, danseur étoile

1971
- Hilkka Helinä , acteur
- Pentti Kaskipuro, graphiste
- Pauli Tapani Koskinen, sculpteur
- Reino Johannes Lahtinen, écrivain
- Björn Landström, artiste
- Kauko Lehtinen, artiste peintre
- Juhani Linnovaara, artiste peintre
- Pentti Ilmari Lumikangas, graphiste
- Yki Nummi, muotoilija
- Tuuli Reijonen, écrivain
- Paavo Rintala, écrivain
- Terho Sakki, sculpteur
- Nils-Börje Stormbom, écrivain
- Marko Tapper, écrivain
- Telma Ellida Tuulos-Järvinen, danseur
- Emil Johan Vinermo, acteur

1972
- Aune Antti, chanteur
- Antti Hyry, écrivain
- Pentti Irjala, acteur
- Ture Junttu, directeur de théâtre

- Kimmo Kaivanto, artiste peintre
- Reino Elias Kalliolahti, acteur
- Tauno Lehtihalmes, directeur de théâtre
- Nikolai Lehto, artiste peintre
- Esko Mannermaa, acteur
- Kapo Manto, acteur
- Lars-Gunnar Nordström, artiste peintre
- Lauri Juhani Yrjönpoika Nummi, écrivain
- Jouko Puhakka, écrivain
- Seija Simonen-Svanström, danseur
- Nanny Still, artiste
- Marita Ståhlberg, directeur d’école de ballet
- Tapio Tapiovaara, artiste peintre
- Tauno Äikää, organiste

1973
- Ritva Arvelo, metteur en scène
- Arno Wilhelm Boijer-Poijärvi, artiste
- Leo Kalervo Eklin, écrivain
- Kastehelmi Karjalainen, réciteur de poésie
- Kirsi Kunnas, écrivain
- Leo Olavi Laukkanen, sculpteur
- Ralf Långbacka, directeur artistique
- Tarmo Manni, acteur
- Aune Annikki Mikkonen, graphiste
- Oili Mäki, artiste sur textile
- Gustaf Herman von Numers, artiste, héraldiste
- Pekka Nuotio, chanteur d’opéra
- Pentti Saarikoski, écrivain
- Ulf Söderblom,
- Martti Talvela, chanteur de musique de chambre
- Eugen Terttula, directeur de théâtre
- Birgitta Ulfsson, acteur
- Veikko Johannes Uusimäki, acteur
- Rafael Wardi, artiste peintre
- Usko Viitanen, chanteur d’opéra

1974
- Heikki Harras Alitalo, artiste peintre
- Helvi Erjakka, écrivain
- Erkki Johannes Hervo, graphiste
- Alpo Jaakola, artiste peintre
- Eeva Kilpi, écrivaine
- Lasse Ollinkari, architecte d’intérieur
- Sulo Saarits, cantus director
- Matti Tuloisela, chanteur artistique

### 1975–1979
1975
- George de Godzinsky, chef d’orchestre
- Kurt-Erik Ingvall,
- Niilo Taneli Kuukka, directeur de théâtre
- Virpi Laristo, danseur soliste
- Aarne Armas Mikola, artiste peintre
- Hannu Salama, écrivain
- Matti Sakari Tikkanen,
- Pentti Arnold Tuominen, chanteur d’opéra
- Vilho Eino Viikari, directeur musical

1976
- Sorella Englund, danseur étoile
- Kyllikki Forssell, acteur
- Ahti Hammar, héraldiste
- Tove Jansson, artiste
- Ilta Leiviskä, danseur
- Pentti Papinaho, sculpteur
- Vendla Margareeta Pohjanheimo, artiste sur textile
- Veikko Sinisalo, acteur
- Anita Snellman, artiste peintre
- Kerttu-Kaarina Suosalmi, écrivain
- Kain Tapper, sculpteur
- Voitto Jalmari Vikainen, graphiste

1977
- Anni Blomqvist, écrivain
- Mauno Runar Hartman, sculpteur
- Eva Hemming, danseur
- Anna-Maija Raittila, écrivain
- Eva Ryynänen, sculptrice
- Martti Valtonen, danseur étoile

1978
- Bo Carpelan, écrivain
- Konsta Jylhä, musicien
- Kalevi Kahra, acteur
- Kalle Päätalo, écrivain
- Liisi Tandefelt, acteur

1979
- Ritva Auvinen, chanteur d’opéra
- Eva Brummer, artiste sur textile
- Eric Herman Gustafsson, acteur
- Kirsti Ilvessalo, artiste sur textile
- Marja Korhonen, acteur
- Gunnar Pohjola, artiste peintre

### 1980–1984
1980
- Ritva Ahonen, récitateur de poésie
- Rauni Mollberg, professeur
- Solveig von Schoultz, écrivain
- Oiva Toikka, céramiste
- Raimo Utriainen, sculpteur

1981
Médaille non décernée en 1981.
1982
- Olavi Ahonen, acteur
- Holger Fransman, professeur
- Gottfrid Gustaf Unosson Gräsbeck, compositeur
- Heikki Häiväoja, sculpteur
- Åke Lindman, metteur en scène
- Mirkka Rekola, écrivaine
- Pentti Siimes, acteur
- Frans Toikkanen, graphiste
- Paavo Berglund, chef d’orchestre
- Arja Nieminen, danseur soliste

- Jorma Panula, chef d’orchestre
- Martti Pennanen, acteur
- Matti Vainikainen, artiste peintre

1983
- Anu Kaipainen, écrivain
- Kosti Klemelä, acteur
- Yrjö Kukkapuro, architecte d’intérieur
- Raija Riikkala, danseur
- Aino-Maija Tikkanen, actrice, récitrice de poésie
- Taru Valjakka, chanteur d’opéra

1984
- Juhana Blomstedt, artiste peintre
- Outi Heiskanen, graphiste
- Kalle Holmberg, metteur en scène
- Jorma Hynninen, chanteur d’opéra
- Ilkka Kuusisto, chef d’orchestre
- Arto Noras, violoncelliste
- Heikki Orvola, artiste
- Alpo Ruuth, écrivain
- Aulis Sallinen, compositeur

### 1985–1989
1985
- Raimo Heino, sculpteur
- Irma Kukkasjärvi, artiste sur textile
- Ruth Matso, chorégraphe
- Anneli Qveflander, décorateur
- Ulla Rantanen, artiste peintre
- Antti Tuuri, écrivain
- Jorma Uotinen, danseur

1986
- Heljä Angervo, chanteur d’opéra
- Mauri Raimo Sulevi Heinonen, artiste peintre
- Seppo Kimanen, violoncelliste
- Tuomas Rauno Mäntynen, artiste peintre
- Veijo Pasanen, acteur
- Arja Saijonmaa, chanteuse
- Eino Säisä, écrivain
- Ritva Valkama, professeur

1987
- Jörn Donner, écrivain
- Paavo Heininen, compositeur
- Alice Kaira, artiste peintre
- Marjo Kuusela, chorégraphe
- Toivo Kärki, compositeur
- Usko Meriläinen, compositeur
- Tiina Rinne, acteur
- Väinö Rouvinen, graphiste
- Elina Salo, actrice

1988
- Harry Bergström, chef d’orchestre
- Anna Bondestam, écrivain
- Kalle Kultala, lehtikuvaaja
- Elina Luukanen, graphiste
- Hannu Mäkelä, écrivain
- Matti Ranin, acteur-directeur de théâtre
- Kirsti Annikki Rantanen, artiste sur textile
- Jaakko Ryhänen, chanteur d’opéra
- Matti Salminen, chanteur d’opéra
- Gunvor Sandkvist, acteur
- Sven-Olof Westerlund, graphiste

1989
- Nisse Brandt, acteur
- Jorma Hautala, artiste peintre
- Kauko Helovirta, acteur
- Martti Joenpolvi, écrivain
- Tapio Junno, sculpteur
- Liisa-Maija Laaksonen, acteur
- Juhani Peltonen, écrivain
- Asko Sarkola, teatterijohtaja
- Kari Suomalainen, artiste

### 1990–1994
1990
- Ralf Gothóni, pianiste
- Kaisa Korhonen, metteur en scène de théâtre
- Tom Krause, chanteur d’opéra
- Risto Mäkelä, acteur
- Paul Osipow, artiste peintre
- Anja Pohjola, acteur
- Niilo Rauhala, sairaalapastori
- Arto Sipinen, architecte

1991
- Martti Aiha, sculpteur
- Tua Forsström, écrivaine
- Walton Grönroos, chanteur d’opéra
- Keijo Komppa, acteur-metteur en scène
- Jarkko Laine, écrivain
- Erkki Pohjola, professeur
- Jaakko Sievänen, artiste peintre

1992
- Ulrika Hallberg, danseur de ballet
- Väinö Kirstinä, écrivain
- Maija Lavonen, artiste sur textile
- Juha Leiviskä, architecte
- Ulla-Lena Lundberg, écrivaine
- Raimo Metsänheimo, sculpteur

- Esko Salminen, acteur
- Esa-Pekka Salonen, chef d’orchestre
- Jukka-Pekka Saraste, chef d’orchestre
- Curt Göran Schauman, acteur
- Leif Segerstam, chef d’orchestre
- Märta Tikkanen, écrivaine

1993
- Bengt Ahlfors, dramaturge
- Dorrit von Fieandt, artiste
- Mikael Helasvuo, flûtiste
- Laila Hirvisaari, écrivain
- Reijo Kela, danseur
- Arto Paasilinna, écrivain
- Seela Sella, acteur
- Kaari Utrio, écrivain
- Hannu Väisänen, taidegraaf. ja -maalari

1994
- Kaija Aarikka, directeur artistique
- Eija-Elina Bergholm, metteur en scène de théâtre
- Annika Idström, écrivaine
- Aki Kaurismäki, metteur en scène de cinéma
- Mika Kaurismäki, metteur en scène de cinéma
- Heikki Virolainen, sculpteur

### 1995–1999
1995
- Matti Kassila, metteur en scène de cinéma
- Leena Luostarinen, artiste peintre
- Saara Pakkasvirta, acteur
- Matti Saanio, photographe artistique
- Nina Terno, sculpteur

1996
- Kaj Chydenius, compositeur
- Ralf Forsström, décorateur
- Kristian Gullichsen, professeur
- Inari Krohn, graphiste
- Martin Johannes Kurtén, acteur
- Vesa-Matti Loiri, acteur
- Tamara Lund, chanteuse d’opéra
- Erno Paasilinna, écrivain
- Sirkka Turkka, écrivaine

1997
- Johan Bargum, écrivain
- Marjatta Hanhijoki, graphiste
- Jussi Helminen, directeur de théâtre
- Tea Ista, actrice
- Olli Jalonen, écrivain
- Kari Jylhä, artiste peintre
- Elina Karjalainen, écrivain
- Leena Krohn, écrivaine
- Annika Rimala, artiste
- Kari Rydman, compositeur

1998
- Helena Anhava, écrivain
- Kristiina Elstelä, acteur
- Arne Anders Vilhelm Helander, professeur
- Juha Kangas, taiteel.johtaja
- Samppa Lahdenperä, costumier
- Olavi Lanu, sculpteur
- Tapani Perttu, acteur
- Jaakko Salo, compositeur
- Tarja-Tuulikki Tarsala, acteur
- Thomas Warburton, écrivain

1999
- Kalevi Aho, compositeur
- Yoshiko Arai, violoniste
- Ismo Kallio, acteur
- Okko Kamu, chef d’orchestre
- Heikki Laurila, musicien
- Pehr Henrik Nordgren, compositeur
- Maija Pekkanen, pukusuunnitelija
- Ritva Siikala, metteur en scène de théâtre
- Oili Suominen, traducteur

### 2000–2004
2000
- Johanna Enckell, dramaturge
- Reino Hietanen, professeur
- Jorma Katrama, musicien
- Rauno Lehtinen, compositeur
- Markku Mannila, traducteur
- Esa Tapio Riippa, artiste
- Leena Lander, écrivaine
- Ervi Anneli Sirén, chorégraphe
- Juhani Syrjä, écrivain
- Osmo Vänskä, chef d’orchestre

2001
- Eino Grön, chanteur
- Hannu Kähönen, concepteur industriel
- Leena Laulajainen, écrivaine
- Heljä Liukko-Sundström, professeure
- Karita Mattila, chanteuse d’opéra
- Ritva Oksanen, acteur
- Antti Paatero, architecte d’intérieur
- Esa Ruuttunen, chanteur d’opéra
- Peter Sandelin, écrivain
- Harri Tapper, écrivain

2002
- Matti Ijäs, metteur en scène
- Soile Isokoski, chanteurse d’opéra
- Toivo Jaatinen, sculpteur
- Mauri Kunnas, écrivain
- Pentti Lasanen, musicien
- Antti Litja, acteur
- Jarmo Mäkilä, artiste peintre

2003
- Risto Ahti, écrivain
- Simo Heikkilä, architecte d’intérieur
- Mikko Heikkinen, architecte
- Christer Kihlman,
- Tommi Kitti, danseur
- Tero Laaksonen, artiste peintre
- Pekka Milonoff, directeur de théâtre
- Olli Mustonen, pianiste
- Ritva Puotila, artiste sur textile
- Raimo Sirkiä, chanteur d’opéra
- Annikki Suni, traducteur
- Lisbeth Landefort, teatteri- ja metteur en scène d’opéra

2004
- Kari Aronpuro, écrivain
- Hannele Huovi, écrivaine
- Mauno Ilmari Järvelä, professeur de musique
- Kristin Olsoni, metteur en scène
- Esko Roine, directeur de théâtre
- Kari Sohlberg, cinéaste
- Marjatta Tapiola, artiste peintre
- Heikki Turunen, écrivain
- Riitta Vainio, danseur
- Marjatta Weckström, sculpteur
- Henry Wuorila-Stenberg, artiste peintre

### 2005–2009
2005
- Eija-Liisa Ahtila, artiste peintre
- Monica Groop, mezzosoprano
- Pirjo Honkasalo, metteur en scène de cinéma
- Markku Kosonen, artiste
- Raila Leppäkoski, metteur en scène
- Kati Outinen, actrice
- Pauno Pohjolainen, artiste peintre
- Jorma Puranen, photographe artistique
- Eero Rislakki, concepteur industriel
- Kaija Saariaho, compositrice
- Tero Saarinen, danseur
- Joni Skiftesvik, écrivain
- Ilpo Tiihonen, écrivain

2006
- Gustav Djupsjöbacka, de l’académie Sibelius
- Matti Kujasalo, artiste peintre et graphiste
- Rakel Liehu, écrivain
- Marika Mäkelä, artiste peintre
- Jussi Raittinen, musicien
- Jukka Rintala, muoticoncepteur
- Eila Roine, acteur
- Pentti Sammallahti, photographe artistique
- Marita Viitasalo-Pohjola, pianiste
- Gösta Ågren, runoilija

2007 
- Erik Bruun, professeur
- Katri Helena Kalaoja, chanteuse
- Pekka Jylhä, sculpteur
- Harri Koskinen, concepteur
- Jukka Mäkelä, artiste peintre

- Nina Roos, artiste peintre
- Pirkko Saisio, écrivain
- Arvo Siikamäki, sculpteur
- Juha Siltanen, scénariste ja metteur en scène de théâtre
- Anja Snellman, écrivaine
- Johan Storgård, directeur de théâtre

2008 
- Hector, musicien
- Kari Heiskanen, acteur
- Jan Kaila, cinéaste
- Seppo Laamanen, violoncelliste
- Sue Lemström, acteur
- Outi Nyytäjä, dramaturge
- Lilli Paasikivi-Ilves, chanteur d’opéra
- Kimmo Pyykkö, sculpteur
- Ben af Schulten, architecte d’intérieur
- Kjell Westö, écrivain
- Maaria Wirkkala, kuvataitelija

2009 
- Kari Ala-Pöllänen, directeur artistique
- Carolus Enckell, artiste peintre
- Tove Idström, dramaturge
- Annikki Karvinen, concepteur de vêtements
- Heikki Kinnunen, acteur
- Leea Klemola, metteur en scène
- Ukri Merikanto, sculpteur
- Veronica Pimenoff, écrivain
- Arja Raatikainen, danseur
- Hannu Raittila, écrivain
- Heikki Sarmanto, compositeur
- Tapio Tiitu, director musices
- Kari Virtanen, menuisier

### 2010–2014
2010
- Eero Aarnio, architecte d’intérieur
- Veikko Ahvenainen, accordéoniste
- Monika Fagerholm, écrivaine
- Ulla Jokisalo, artiste peintre
- Juho Karjalainen, graphiste
- Veli-Pekka Loiri, concepteur graphiste
- Sakari Oramo, chef d’orchestre
- Laura Ruohonen, scénariste
- Rabbe Smedlund, acteur
- Eeva Tikka, écrivaine
- Jani Uhlenius, musicien
- Roi Vaara, artiste

2011
- Neil Hardwick, réalisateur
- Pekka Kauhanen, sculpteur
- Kari Kriikku, clarinettiste
- Erkki Kurenniemi, luthier
- Kenneth Kvarnström, chorégraphe
- Susanna Mälkki, cheffe d'orchestre
- Kari Piippo, graphiste
- Maarit Pyökäri, metteur en scène
- Seppo Ruohonen, chanteur d’opéra
- Catarina Ryöppy, plasticien
- Arja Tiainen, écrivain
- Vesa Vierikko, acteur
- Ulla-Maija Vikman, artiste du textile

2012
- Lauri Astala, plasticien
- Elina Brotherus, photographe
- Ritva Falla, concepteur de mode
- Reijo Hukkanen, sculpteur
- Timo Kelaranta, photographe
- Kari Levola, écrivain
- Magnus Lindberg, compositeur
- Hannele Nieminen, acteur
- Sofi Oksanen,écrivain
- Kimmo Pohjonen, accordéoniste
- John Storgårds, musicien
- Pekka Vuori, illustrateur

2013
- Alpo Aaltokoski, danseur
- Peter Franzén, acteur
- Kari Hotakainen, écrivain
- Ismo Kajander, artiste
- Marja Kanervo, plasticienne
- J. Karjalainen, musicien
- Markus Konttinen, artiste peintre
- Rosa Liksom, écrivaine
- Camilla Nylund-Saris, chanteuse d’opéra
- Matti Peltokangas, sculpteur
- Iiro Rantala, musicien
- Pentti Saaritsa, écrivain
- Paola Suhonen, couturière
- Timo Vormala, architecte

2014
- Martti Anhava,  écrivain
- Kari Cavén, sculpteur
- Kirsti Doukas,  créatrice de bijoux
- Hannu Hautala, photographe de la nature
- Kristiina Louhi,  illustrateur  et  écrivain
- Anu Pentik, céramiste
- Kristiina Rikman, traducteur
- Veikko Savolainen,  plasticien
- Aino Suhola,  artiste
- Lars Sund,  écrivain

### 2015–2019
2015
- Jorma Elo, chorégraphe
- Agneta Hobin, artiste textile
- Daniel Katz, écrivain
- Erkki Korhonen, pianiste
- Sirpa Kähkönen, écrivain
- Juhani Lindholm, traducteur
- Hannu Lintu, chef d'orchestre
- Jukka Puotila, acteur de cinéma
- Reijo Taipale, artiste
- Raili Tang, peintre

2016
- Dick Idman, acteur, réalisateur et professeur
- Anna Kortelainen, écrivain de non-fiction
- Pekka Kuusisto, violoniste
- Kuutti Lavonen, peintre
- Kai Nieminen, écrivain
- Janina Orlov, traductrice
- Markku Pölönen, réalisateur
- Martti Suosalo, acteur de cinéma
- Virpi Talvitie, illustrateur
- Juhani Teräsvuori, artiste de danse

2017
- Maija-Liisa (Maikki) Harjanne, auteur jeunesse, illustrateur
- Juha Hurme, réalisateur, écrivain
- Jaana Kapari-Jatta, traducteur
- Jaakko Kuusisto, violoniste, compositeur, chef d'orchestre
- Tuija Lehtinen, auteur
- Aku Louhimies, réalisateur
- Marja-Leena Mikkola, autrice
- Arno Rafael Minkkinen, artiste photographe, professeur
- Marianne Möller, dramaturge
- Pirkko Nukari, sculpteur
- Pirkka-Pekka Petelius, artiste
- Markku Piri, designeur, artiste, chef d'entreprise
- Osmo Rauhala, artiste
- Erkki Ruuhinen, graphiste, artiste professeur émérite
- Karin Widnäs, céramiste

2018
- Eija Ahvo, actrice, chanteuse
- Tapio Anttila, décorateur
- Matti Hyökki, chef de chœur, professeur émérite
- Kersti Juva, traducteur
- Tarmo Koivisto, dessinateur de bande dessinée
- Marja Korhola, directrice de théâtre, danseuse
- Aila Lavaste, dramaturge, metteur en scène
- Marita Liulia, artiste, réalisatrice
- Marjatta Nissinen, costumière
- Tapani Parm, réalisateur de télévision
- Sirkku Peltola, dramaturge
- Kati Tuominen-Niittylä, artiste céramiste

2019
- Tor Arne, artiste
- Jorma Hinkka, designer graphique
- Jukka Kuoppamäki, compositeur, parolier
- Maarit Niiniluoto, autrice
- Jukka-Pekka Pajunen, traducteur
- Mari Palo, chanteur d'opéra
- Timo Parvela, auteur
- Soili Perkiö, compositrice, professeure d'éducation musicale
- Perttu Saksa, artiste
- Anssi Tikanmäki, compositeur
- Tuula-Liina Varis, auteure
- Eija Vilpas, actrice de cinéma
- Pirjo Yli-Maunula, artiste et professeure

### 2020–
2020
- Jussi Ahola, dessinateur industriel
- Cris af Enehielm, maîtresse des arts du théâtre
- Seppo Hovi, conseiller musical
- Anssi Karttunen, violoncelliste
- Tuomas Kyrö, auteur
- Lauri Laine, peintre
- Raija Lehmussaari, chorégraphe et maîtresse de ballet
- Leena Lehtolainen, autrice
- Aulikki Oksanen, écrivaine et poétesse
- Jukka Perko, musicien de jazz
- Taisto Reimaluoto, acteur de cinéma
- Kirsi Siren, directrice de théâtre, metteure en scène et dramaturge
- Ulla Tapaninen, actrice de cinéma

2021
- Teemu Keskisarja, historien
- Marja Helander, artiste photographe
- Johanna Rusanen-Kartano, chanteuse d'opéra
- Hannu-Pekka Björkman, acteur de cinéma
- Pertti Kukkonen, sculpteur
- Anniina Kumpuniemi, danseuse, chorégraphe
- Anssi Lassila, professeur
- Mikko Kouki, directeur de thếâtre
- Jani Nuutinen, artiste de cirque
- Hannu Saha, musicien folk